# F.I.S.T.
F.I.S.T. är en amerikansk dramafilm från 1978.

## Handling
Filmen handlar om facklig kamp i USA på 1930-talet.

## Om filmen
F.I.S.T., som betyder knytnäve, regisserades av Norman Jewison. Filmen fick 15-årsgräns då den gick upp på biograferna i Sverige. Filmen är baserad på Jimmy Hoffas liv och hans kamp med facket som i verkligheten hette International Brotherhood of Teamsters.
Filmen var Joe Eszterhas filmdebut som manusförfattare.

## Rollista (urval)
- Sylvester Stallone - Johnny Kovak
- Rod Steiger - Madison, senator
- Peter Boyle - Max Graham
- Melinda Dillon - Anna Zarinkas
- David Huffman - Abe Belkin
- Kevin Conway - Vince Doyle
- Tony Lo Bianco - Babe Milano
- Ken Kercheval - Bernie Marr